# Ju Manu Rai
Ju Manu Rai (né le 24 janvier 1984) est un footballeur népalais ayant joué pour des équipes du Népal.

## Biographie
Il commence à jouer professionnel en 2004, avec le Mahendra Police Club. Dès 2006, il commence à jouer pour son équipe nationale, le Népal. En 2010, il commence à jouer pour le Népal Police Club.

## Équipes
- 2004-2009 :  Mahendra Police Club
- 2010 :  All Youth Linkage
- 2010-... :  Népal Police Club